# Filip Szewczyk
Filip Szewczyk (ur. 17 stycznia 1978) – polski siatkarz, rozgrywający. W Polskiej Lidze Siatkówki gracz Czarnych Radom i Płomienia Sosnowiec.